# Hedgpethia atlantica
Hedgpethia atlantica är en havsspindelart som först beskrevs av Stock, J.H. 1970.  Hedgpethia atlantica ingår i släktet Hedgpethia och familjen Colossendeidae. Inga underarter finns listade i Catalogue of Life.